# Alfredo Pitto
Alfredo Pitto (Livorno, 26 maggio 1906 – Milano, 16 ottobre 1976) è stato un calciatore italiano.

## Carriera

### Club

#### Livorno
Crebbe calcisticamente nel Livorno e nel suo secondo campionato, la stagione 1923-1924, si piazzò al 3º posto nel girone A di Prima Divisione.

#### Bologna
Considerato uno dei giovani più interessanti del panorama calcistico italiano, venne acquistato dal Bologna, chiamato a sostituire Alberto Giordani, morto in pochi giorni per un attacco di meningite. Mediano versatile che poteva giocare anche centromediano, era furbo e dotato di un forte temperamento, ma soprattutto era veloce: correva i 100 metri in 11 secondi, tempo  ragguardevole per l'epoca. Queste doti ne fecero presto uno dei giocatori più rappresentativi della squadra rossoblù e, grazie ad una serie di prestazioni convincenti, esordì in Nazionale e contribuì notevolmente alla conquista dello scudetto del 1928-1929, il secondo della storia rossoblù. Giocò nel Bologna quattro stagioni, per complessive 106 presenze (51 prima del girone unico e 55 dopo), segnando 10 reti.

#### Fiorentina

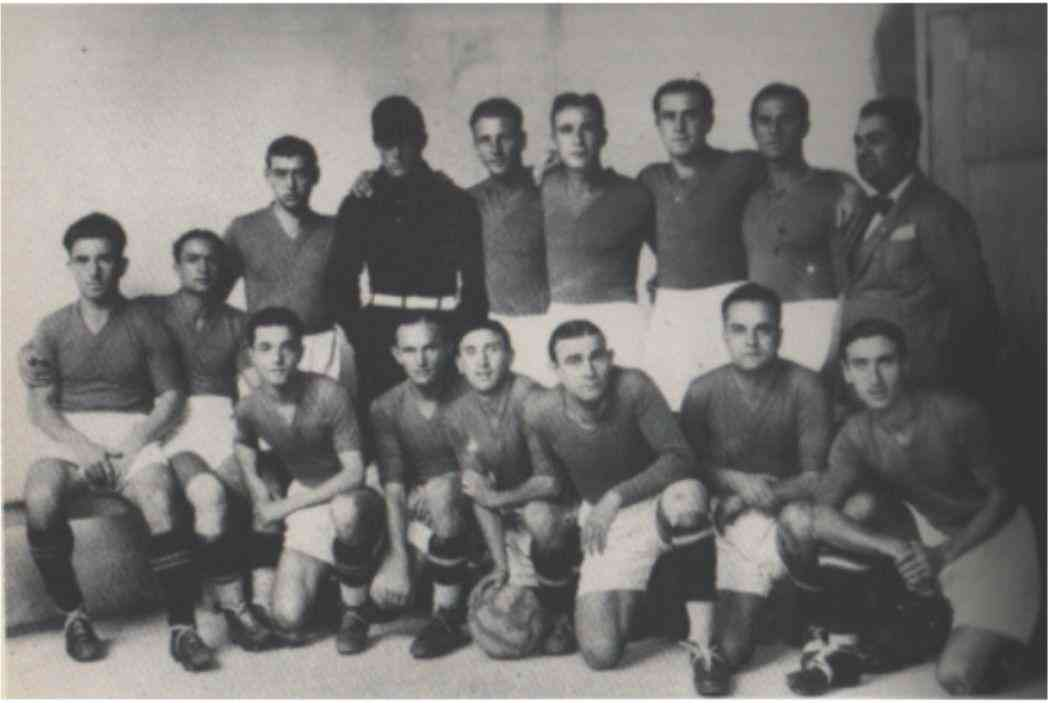
La formazione di serie A della Fiorentina 1931-1932. In alto: Vignolini, Ballante, Gazzari, Pizziolo, Bigogno, Pitto. In basso: Gregar, Baldinotti, Prendato, Bonesini, Busini, Rivolo, allenatore Hermann Felsner.

Al termine della stagione 1930- 31 si trasferì a Firenze: fu il primo grande acquisto nella storia della società viola. Il mediano livornese ed il centravanti uruguaiano Petrone furono i trascinatori di una squadra che nei due anni successivi ottenne un quarto e un quinto posto, piazzamenti di tutto rispetto per una società appena affacciatasi nel panorama calcistico italiano.

#### Ambrosiana Inter
In seguito giocò nell'Ambrosiana Inter, dove con Faccio e Castellazzi formò una linea difensiva quasi insuperabile, che tuttavia non permise alla società nerazzurra di vincere il campionato. Era infatti il periodo del quinquennio d'oro juventino e la società nerazzurra si dovette accontentare di ben tre secondi posti consecutivi.

#### Ultimi anni
Nella stagione 1936-1937 tornò al Livorno, che si piazzò primo in Serie B e fu promosso in Serie A. La stagione successiva chiuse la carriera nel Seregno.

### Nazionale
Esordì a Genova a Capodanno del 1928 in Italia-Svizzera 3-2. La designazione di Pitto a sostituire Bernardini aveva scatenato un pandemonio, ma il suo esordio fu trionfale e qualche giornale arrivò a scrivere "Pitto è il vero vincitore dei rosso-crociati"; fu la prima vittoria contro la Svizzera in Coppa Internazionale, ottenuta con due esordienti, Pitto e Rivolta. Giocò poi titolare nel Torneo Olimpico del 1928, in cui l'Italia vinse la medaglia di bronzo e di cui il Bologna costituiva l'ossatura, portandovi insieme all'Inter il gruppo più numeroso: lui, Felice Gasperi, Pietro Genovesi e Angelo Schiavio. Giocò 29 partite in nazionale (21 in rappresentanza del Bologna, 5 della Fiorentina - di cui fu il primo a giocare in nazionale ed il primo a segnarvi, nella gara della Coppa Internazionale Italia-Cecoslovacchia, finita 2-2 e disputata a Roma il 15 novembre 1931 - e 3 dell'Inter), con due goal segnati, il 15 novembre 1931 in Italia-Cecoslovacchia 2–2 ed il 27 ottobre 1935 a Praga in Cecoslovacchia-Italia 2–1, valida per la Coppa Internazionale. In seguito fece parte, con Schiavio e Piola, della commissione tecnica che affiancò Lajos Czeizler alla guida della nazionale italiana, nei Mondiali del 1954, spedizione per lui gravida di problemi. Vinse poi nel 1930 e nel 1935 la Coppa Internazionale, ottenendo anche un secondo posto nel 1932.

## Statistiche

### Cronologia presenze e reti in nazionale
| Cronologia completa delle presenze e delle reti in nazionale ― Italia | Cronologia completa delle presenze e delle reti in nazionale ― Italia | Cronologia completa delle presenze e delle reti in nazionale ― Italia | Cronologia completa delle presenze e delle reti in nazionale ― Italia | Cronologia completa delle presenze e delle reti in nazionale ― Italia | Cronologia completa delle presenze e delle reti in nazionale ― Italia | Cronologia completa delle presenze e delle reti in nazionale ― Italia | Cronologia completa delle presenze e delle reti in nazionale ― Italia |
| Data                                                                  | Città                                                                 | In casa                                                               | Risultato                                                             | Ospiti                                                                | Competizione                                                          | Reti                                                                  | Note                                                                  |
| --------------------------------------------------------------------- | --------------------------------------------------------------------- | --------------------------------------------------------------------- | --------------------------------------------------------------------- | --------------------------------------------------------------------- | --------------------------------------------------------------------- | --------------------------------------------------------------------- | --------------------------------------------------------------------- |
| 1-1-1928                                                              | Genova                                                                | Italia                                                                | 3 – 2                                                                 | Svizzera                                                              | Coppa Internazionale                                                  | -                                                                     |                                                                       |
| 1-6-1928                                                              | Amsterdam                                                             | Spagna                                                                | 1 – 1 dts                                                             | Italia                                                                | Olimpiadi 1928 - Quarti di finale                                     | -                                                                     |                                                                       |
| 4-6-1928                                                              | Amsterdam                                                             | Spagna                                                                | 1 – 7                                                                 | Italia                                                                | Olimpiadi 1928 - Quarti di finale (ripetizione)                       | -                                                                     |                                                                       |
| 7-6-1928                                                              | Amsterdam                                                             | Uruguay                                                               | 3 – 2                                                                 | Italia                                                                | Olimpiadi 1928 - Semifinale                                           | -                                                                     |                                                                       |
| 9-6-1928                                                              | Amsterdam                                                             | Egitto                                                                | 3 – 11                                                                | Italia                                                                | Olimpiadi 1928 - Finale 3º-4º posto                                   | -                                                                     | 3º posto                                                              |
| 14-10-1928                                                            | Zurigo                                                                | Svizzera                                                              | 2 – 3                                                                 | Italia                                                                | Coppa Internazionale                                                  | -                                                                     |                                                                       |
| 11-11-1928                                                            | Roma                                                                  | Italia                                                                | 2 – 2                                                                 | Austria                                                               | Amichevole                                                            | -                                                                     |                                                                       |
| 2-12-1928                                                             | Milano                                                                | Italia                                                                | 3 – 2                                                                 | Paesi Bassi                                                           | Amichevole                                                            | -                                                                     |                                                                       |
| 3-3-1929                                                              | Bologna                                                               | Italia                                                                | 4 – 2                                                                 | Cecoslovacchia                                                        | Coppa Internazionale                                                  | -                                                                     |                                                                       |
| 7-4-1929                                                              | Vienna                                                                | Austria                                                               | 3 – 0                                                                 | Italia                                                                | Coppa Internazionale                                                  | -                                                                     |                                                                       |
| 28-4-1929                                                             | Torino                                                                | Italia                                                                | 1 – 2                                                                 | Germania                                                              | Amichevole                                                            | -                                                                     |                                                                       |
| 9-2-1930                                                              | Roma                                                                  | Italia                                                                | 4 – 2                                                                 | Svizzera                                                              | Amichevole                                                            | -                                                                     |                                                                       |
| 2-3-1930                                                              | Francoforte                                                           | Germania                                                              | 0 – 2                                                                 | Italia                                                                | Amichevole                                                            | -                                                                     |                                                                       |
| 6-4-1930                                                              | Amsterdam                                                             | Paesi Bassi                                                           | 1 – 1                                                                 | Italia                                                                | Amichevole                                                            | -                                                                     |                                                                       |
| 11-5-1930                                                             | Budapest                                                              | Ungheria                                                              | 0 – 5                                                                 | Italia                                                                | Coppa Internazionale                                                  | -                                                                     |                                                                       |
| 22-6-1930                                                             | Bologna                                                               | Italia                                                                | 2 – 3                                                                 | Spagna                                                                | Amichevole                                                            | -                                                                     |                                                                       |
| 25-1-1931                                                             | Bologna                                                               | Italia                                                                | 5 – 0                                                                 | Francia                                                               | Amichevole                                                            | -                                                                     |                                                                       |
| 22-2-1931                                                             | Milano                                                                | Italia                                                                | 2 – 1                                                                 | Austria                                                               | Coppa Internazionale                                                  | -                                                                     |                                                                       |
| 29-3-1931                                                             | Berna                                                                 | Svizzera                                                              | 1 – 1                                                                 | Italia                                                                | Coppa Internazionale                                                  | -                                                                     |                                                                       |
| 12-4-1931                                                             | Porto                                                                 | Portogallo                                                            | 0 – 2                                                                 | Italia                                                                | Amichevole                                                            | -                                                                     |                                                                       |
| 19-4-1931                                                             | Bilbao                                                                | Spagna                                                                | 0 – 0                                                                 | Italia                                                                | Amichevole                                                            | -                                                                     |                                                                       |
| 15-11-1931                                                            | Roma                                                                  | Italia                                                                | 2 – 2                                                                 | Cecoslovacchia                                                        | Coppa Internazionale                                                  | 1                                                                     |                                                                       |
| 13-12-1931                                                            | Torino                                                                | Italia                                                                | 3 – 2                                                                 | Ungheria                                                              | Coppa Internazionale                                                  | -                                                                     |                                                                       |
| 20-3-1932                                                             | Vienna                                                                | Austria                                                               | 2 – 1                                                                 | Italia                                                                | Coppa Internazionale                                                  | -                                                                     |                                                                       |
| 10-4-1932                                                             | Parigi                                                                | Francia                                                               | 1 – 2                                                                 | Italia                                                                | Amichevole                                                            | -                                                                     |                                                                       |
| 8-5-1932                                                              | Budapest                                                              | Ungheria                                                              | 1 – 1                                                                 | Italia                                                                | Coppa Internazionale                                                  | -                                                                     |                                                                       |
| 24-3-1935                                                             | Vienna                                                                | Austria                                                               | 0 – 2                                                                 | Italia                                                                | Coppa Internazionale                                                  | -                                                                     | cap.                                                                  |
| 27-10-1935                                                            | Praga                                                                 | Cecoslovacchia                                                        | 2 – 1                                                                 | Italia                                                                | Coppa Internazionale                                                  | 1                                                                     |                                                                       |
| 24-11-1935                                                            | Milano                                                                | Italia                                                                | 2 – 2                                                                 | Ungheria                                                              | Coppa Internazionale                                                  | -                                                                     |                                                                       |
| Totale                                                                |                                                                       | Presenze                                                              | 29                                                                    |                                                                       | Reti                                                                  | 2                                                                     |                                                                       |

## Palmarès

### Club

#### Competizioni nazionali
- Campionato italiano: 1

Bologna: 1928-1929
- Serie B: 1

Livorno: 1936-1937

### Nazionale
- Bronzo olimpico: 1

Amsterdam 1928
- Coppa Internazionale: 2

1927-1930, 1933-1935